# آكل نمل حرشفي شجري
آكل النمل الحرشفي الشجري (الإسم العلمي: Phataginus tricuspis) أو بنغولين الأشجار هو واحد من ثمانية أنواع موجودة من البنغولين («آكل النمل الحرشفي»)، موطنه الأصلي هو في أفريقيا الاستوائية. يُعرف أيضًا باسم آكل النمل الحرشفي ذو البطن الأبيض أو بنغولين ذو الحواف الثلاثة المستدقة ، وهو النوع الأكثر شيوعًا من حيوانات آكل النمل الحرشفية المتواجدة في الغابات الأفريقية.

## الوصف
آكل النمل الحرشفي الشجري (الاسم العلمي: Phataginus tricuspis) هو بنغولين صغير الحجم نسبيًا. طول جسد هذه المخلوقات (الرأس والجسم مجتمعين) هو حوالي ما يقرب 33–43 سنتيمتر (13–17 بوصة). طول الذيل هو ما بين 49–62 سنتيمتر (19–24 بوصة). يحتوي كل حرشف من حراشف هذا البنغولين التي تغطي جسمه على ثلاث حواف مستدقة، وهو ما يشير إليه الاسم المحدد لهذه الأنواع 'tricuspis' (الثلاث حواف) . الرأس حجمه صغير، والخطم ممدود. الأقدام قصيرة، وكل قدم لها خمسة مخالب منحنية وطويلة.

## التصنيف
كان نوع بنغولين الأشجار ينتمي إلى جنس بنغوليات والجنس الفرعي (Phataginus)، قبل ترقية Phataginus إلى الوضع العام. تم التعرف على نوعين فرعيين في عام 1972 من قبل مييستر:

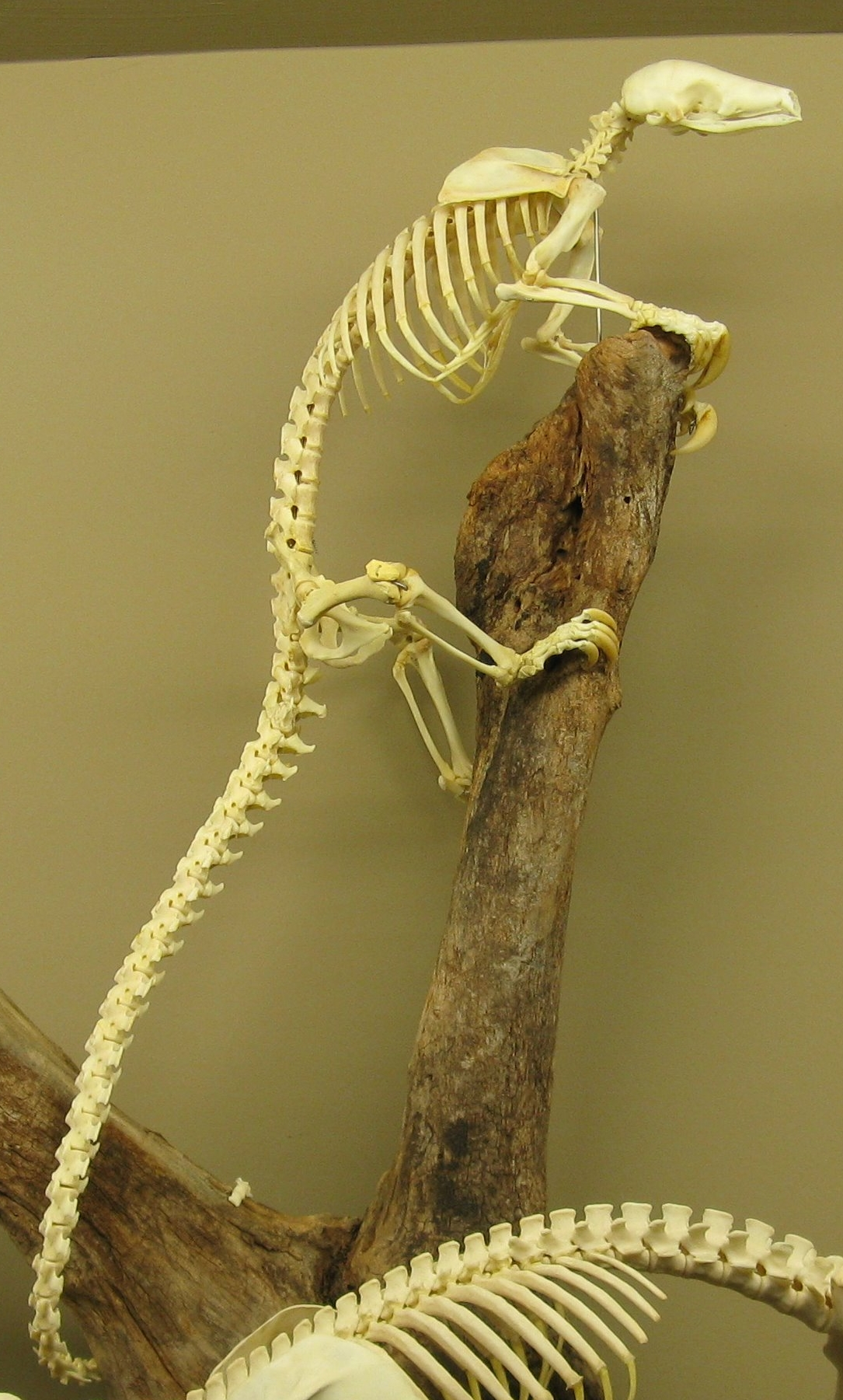
هيكل عظمي تابع لبنغولين الأشجار معروض في متحف علم العظام.

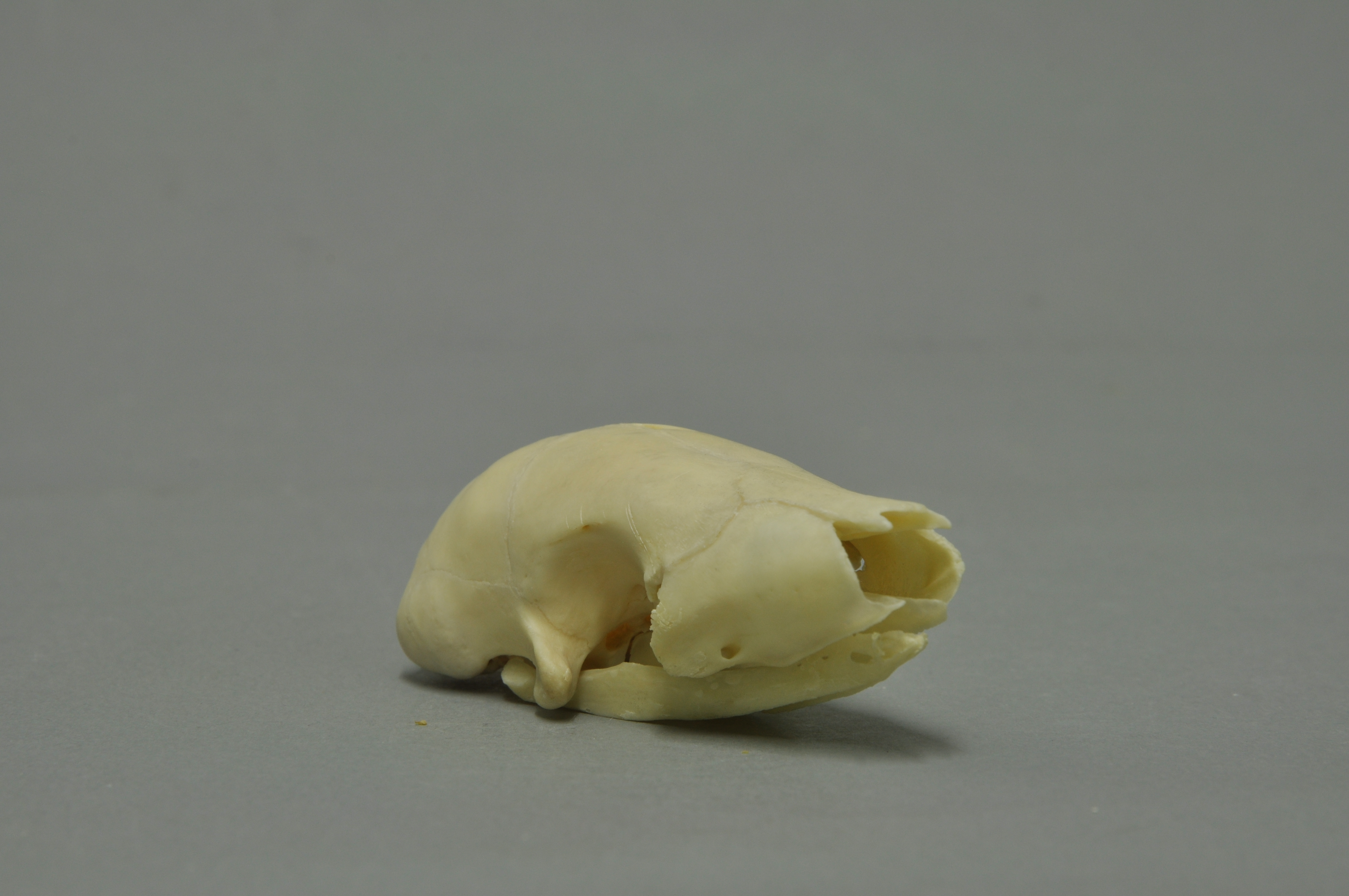
جمجمة بانجولين الأشجار

- P. t. tricuspid ثلاثي الشرف [2]
- P. t. mabirae [3]

## الموائل والنطاق
يتراوح نطاق تواجد آكل النمل الحرشفي الشجري من غينيا عبر سيراليون ومعظم غرب أفريقيا إلى وسط أفريقيا حتى أقصى شرق جنوب غرب كينيا وشمال غرب تنزانيا. إلى الجنوب، يمتد نطاق تواجده إلى شمال أنغولا وشمال غرب زامبيا. تم العثور عليها في جزيرة بيوكو الأطلسية، ولكن لا توجد سجلات أو توثيقات التي تؤكد وجود هذه الأنواع في السنغال أو غامبيا أو غينيا بيساو.
إن حيوانات آكل النمل الحرشفي الشجري هي مخلوقات شبه شجرية وليلية بشكل عام. تتواجد هذه الحيوانات في الغابات الرطبة الاستوائية المنخفضة (الأولية والثانوية)، وكذلك في سهول السافانا / الغابات المتجزئة. ربما تتكيف إلى حد ما مع تعديل أو تغيير بالموائل التي تعيش بها، لأنها تفضل الأرض المزروعة والمراحة (الأرض المراحة: أرض زراعية التي يمتنع عن الزراعة بها لفترة معينة) حيث لا يتم اصطيادها بدرجة عالية (على سبيل المثال، مثل مناطق أشجار النخيل الزيتية المهجورة أو القليلة المتواجدة في غابات النمو الثانوي).

## السلوك

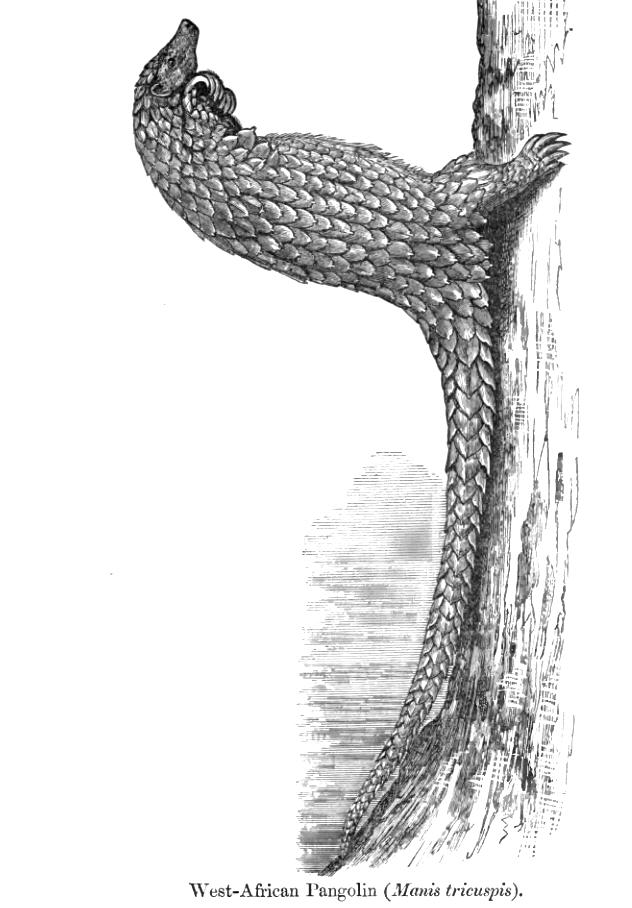
بنغولين يقوم بتسلق الشجرة

يمكن أن تمشي حيوانات بنغولين الأشجار على أرجلها الأربع أو على أرجلها الخلفية باستخدام ذيلها القابل للطي والتعلق، حيث تستعمله لتحقيق التوازن. تستطيع هذه الأنواع من آكل النمل الحرشفي تسلق الأشجار حعى عند عدم تواجد الفروع. عند مشيها على أربع أرجل، تمشي على مفاصلها الأمامية حيث تكون مخالبها مطوية تحتها لحمايتها من التلف. تفرز الغدد الرائحية الشرجية عند هذه الحيوانات إفرازًا رائحته قوية عندما تشعر بالتهديد، مثل الظربان. لديها حاسة شم متطورة، ولكنها كحيوان ليلي، لديها حاسة بصر ضعيفة. بدلا من تواجد الأسنان، لها أحشاء (معدة) شبيهة بالقانصة (معدة عند الطيور عضلية وغليظة) وتكون مليئة بالحجارة والرمال التي تبتلعها هذه المخلوقات. تقوم حيوانات بنغولين الأشجار في أفريقيا بملئ معدتها بالهواء قبل دخولها الماء، وذلك لمساعدتها في الطفو عند ممارسة سباحتها المتطورة.
تمتلك حيوانات آكل النمل الحرشفي الشجري على العديد من السمات التأقلمية. عندما تشعر بالتهديد، تقوم بالتدحرج على شكل كرة (" تدوير ")، تحمي هذه المخلوقات نفسها بواسطة جلدها وحراشفها السميكة. حراشفها تغطي جسمها بالكامل باستثناء منطقة البطن، والخطم، والعينين، والأذنين، والجوانب السفلية للأطراف. عندما تكون الأم مع صغارها، وتشعر بتهديد ما، تقوم بتدوير نفسها حول الصغار، التي تتدحرج بنفسها أيضًا إلى شكل كروي. أثناء وجود هذه الكائنات بوضعية الشكل الكروي لحماية نفسها، يمكنها أيضا من إبراز حراشفها بطريقة معينة وتحريكها بصورة التي تمكنها من 'قطع' أمر ما أو التسبب 'بجرح'، وذلك بواسطة استخدام العضلات لتحريك الحراشف ذهابًا وإيابًا. تصدر الأم زمجرة عدوانية عندما تكون مهددة، ولكن هذا هو مدى إمكانيتها الأقصى لإصدار أصوات.

## النظام الغذائي
يأكل بنغولين الأشجار الحشرات مثل النمل والنمل الأبيض من أعشاشها، أو جيوش الحشرات التي تتحرك على الأشجار. يعتمد على جلده السميك للحماية، ويحفر في الجحور بقدميه الأماميات الطويلة التي تمتلك مخالب. يأكل هذا الكائن ما بين 5 و 7 أونصات (150 إلى 200 جم) من الحشرات يوميًا. يستخدم آكل النمل الحرشفي الشجري لسانه، الذي يكون طوله ما بين 10 إلى 27 بوصة (250 إلى 700 مم) ويكون مغطى بمخاط صمغي، لإدخال الحشرات في فمه. اللسان يكون موجود في الواقع في تجويف الصدر، ويصل حتى عند منطقة الحوض.

## التكاثر
مساحة الأراضي التي تعيش بها إناث آكل النمل الحرشفي الشجري تكون فردية (تعيش الأنثى بشكل منقرد) وصغيرة، أقل من 10 فدان (4 هكتار)، ونادراً ما تتداخل هذه المساحات (لا تتداخل المساحة التي تقطنها أنثى وأنثى أخرى). تقطن الذكور مساحات أكبر، تصل إلى 60 فدانًا (24 هكتارًا)، والتي تتداخل مع العديد من المساحات التي تقطنها الإناث، مما يؤدي إلى إلتقاءات بين الذكور والإناث. هذه اللقاءات مختصرة وقصيرة ما لم تكن الأنثى في فترة شبق (دورة نزوية)؛ عندها يحدث التزاوج. تستمر فترة الحمل الشباب 150 يو، د لكلجرو واحد يعتبر الوضع الدة أمر طبيعي. يتم حمل البنغولين الصغير على ذيل أمه حتى يتم فطامدة حوالي مه بعد ثلاثة أشهر، لكنه يبقى مع والدته لمدة خمسكلياالمجموع. في البداية حراشفوالجراء ن قشة ر حديثي الولادة ناعمة، ولكن بعد بضعة أيام، تبدأ في التصلب.

## الاستخدام من قبل البشر
يخضع آكل النمل الحرشفي الشجري لعمليات إصطياده بشكل واسع النطاق وغالبًا ما يكون ذلك بدرجة مفرطة، حيث يتم إصطياد هذه الحيوانات من أجل لحمها (لحم الأدغال) ومن أجل الطب التقليدي، وهذا النوع من آكل النمل الحرشفي، هو أكثر أنواع البنغولين شيوعًا في أسواق لحوم الأدغال الأفريقية. يعتقد المحافظون على البيئة أن هذا النوع خضع لانخفاض في أعداده بنسبة 20-25٪ بين عامي 1993 و 2008 (عبر ثلاثة أجيال) وذلك بسبب تأثير صيد لحوم الأدغال بشكل رئيسي. ويؤكدون أنه لا يزال يتم إصطياده على مستويات مبالغ بها ومفرطة في بعض مدى ونطاق تواجده، بشكل الذي يهدد بقائه وإستدامة نوعه، وبحلول عام 2008 تم رفع مكانته من أنواع «أقل اهتمام» (أي أنواع من الكائنات الحية الغير مهددة بخطر الإنقراض) إلى «قريب من التهديد» (أي أنواع من الكائنات الحية القريبة من تهديد خطر الإنقراض).

## روابط خارجية
- Manis (Phataginus) tricuspis في الثدييات من العالم، الطبعة الثالثة